# Mortrée (Mortrée)
Mortrée ist eine Ortschaft und eine ehemalige französische Gemeinde mit 997 Einwohnern (Stand: 1. Januar 2022) im Département Orne in der Region Normandie. Sie gehörte zum Arrondissement Alençon und zum Kanton Sées (bis 2015: Kanton Mortrée).
Mit Wirkung vom 1. Januar 2019 wurden die bisherigen Gemeinden Mortrée und Saint-Hilaire-la-Gérard zur namensgleichen Commune nouvelle Mortrée zusammengelegt und haben in der neuen Gemeinde den Status einer Commune déléguée. Der Verwaltungssitz befindet sich im Ort Mortrée.

## Geographie
Mortrée liegt etwa 13 Kilometer südsüdöstlich von Argentan am Fluss Thouane. Umgeben wird Mortrée von den Nachbarorten Médavy im Norden, Le Château-d’Almenêches im Nordosten, Macé im Osten, Belfonds im Osten und Südosten, Montmerrei im Westen und Südwesten sowie Marcei im Westen und Nordwesten.
Im Norden des Gebietes führt die Autobahn A88.

## Bevölkerungsentwicklung
| Jahr                      | 1962  | 1968  | 1975  | 1982  | 1990  | 1999  | 2006  | 2013  |
| Einwohner                 | 1.028 | 1.057 | 1.045 | 1.042 | 1.022 | 1.073 | 1.005 | 1.100 |
| Quelle: Cassini und INSEE |       |       |       |       |       |       |       |       |

## Sehenswürdigkeiten
- Kirche Saint-Pierre, seit 2006 Monument historique
- Schloss O, Wasserschloss mit Schlosspark, ursprünglich aus dem 11. Jahrhundert, Umbauten aus dem 16. Jahrhundert, seit 1964/1977 Monument historique

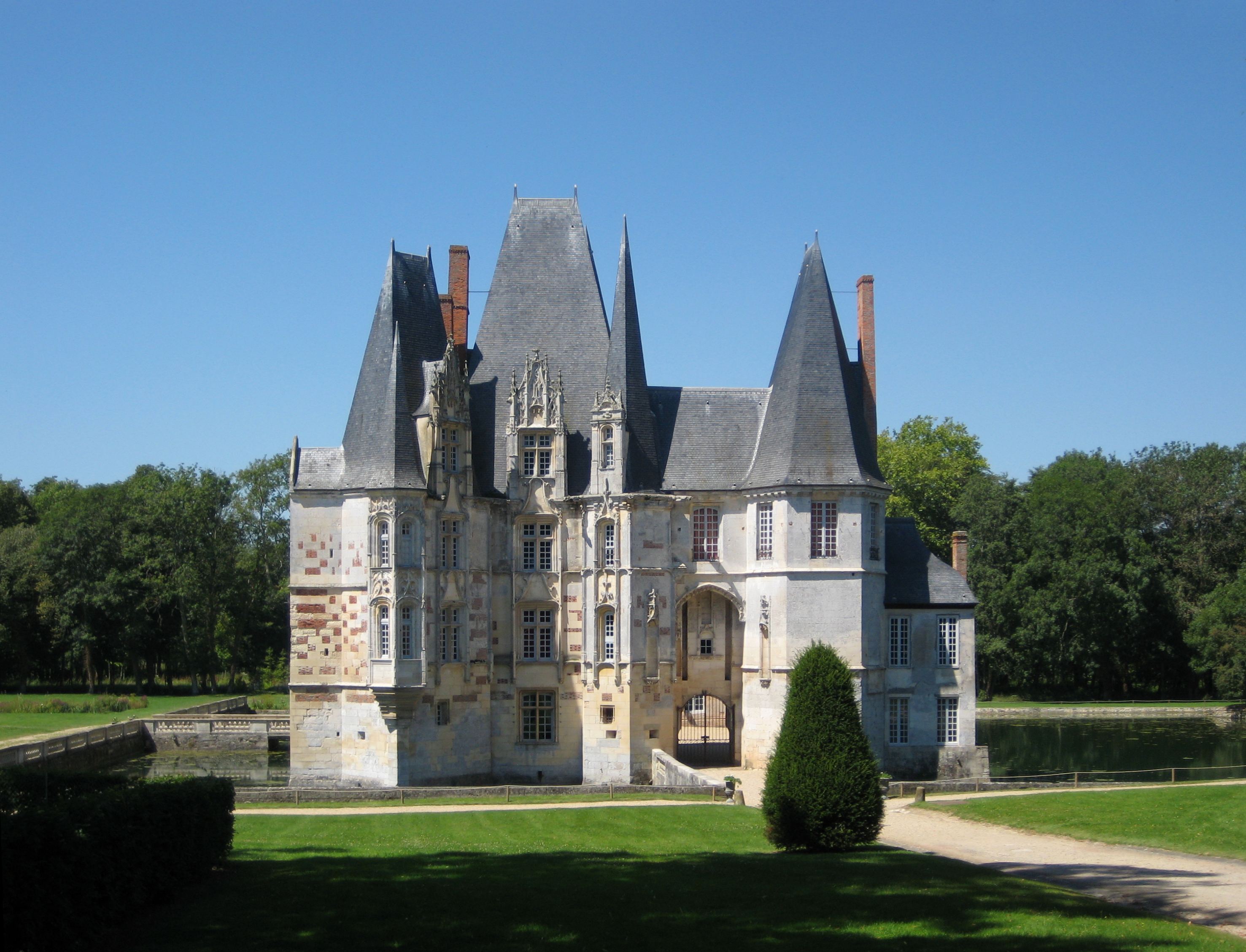
Schloss O
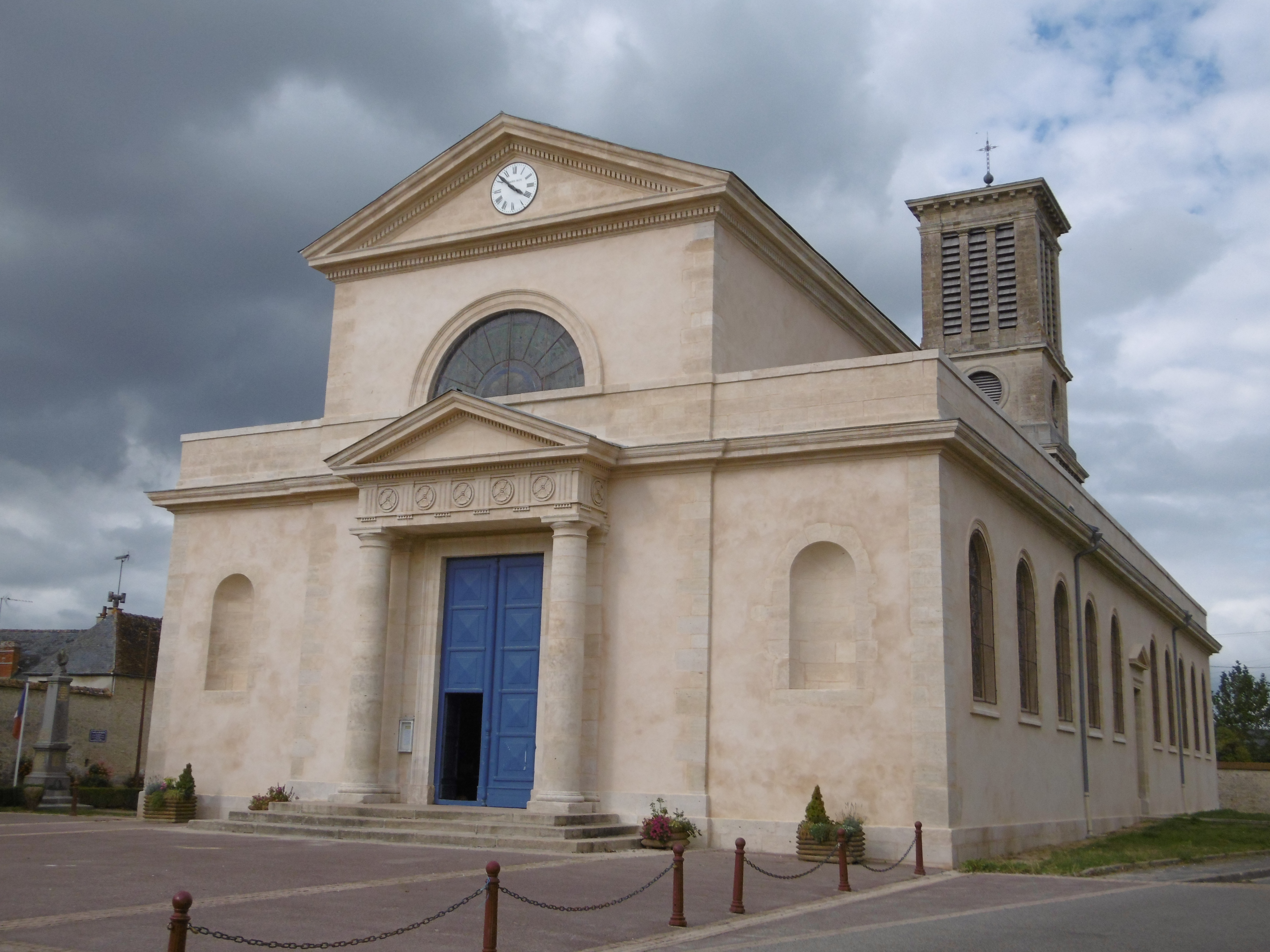
Kirche Saint-Pierre

## Persönlichkeiten
- François d’O (gestorben 1594), Mignon, später Finanzminister
- René Hardy (1911–1987), Widerstandskämpfer